# Culpeper’s Orchard
Culpeper’s Orchard war eine dänische Progressive-Rock-Band, die im Jahr 1969 gegründet wurde.

## Bandgeschichte
Der englische Gitarrist Cy Nicklin, zuvor Mitglied bei Day of Phoenix, gründete die Band. Ihr von Folk, Blues und Psychedelic Rock beeinflusstes Debütalbum erschien 1970. Zwei Jahre später folgten zwei weitere Alben. Auf Second Sight spielte Ken Gudman Schlagzeug, für Going for a Song wurden Henriksen und Gudman durch Niels Vangkilde, Nils Tuxen und Tom McEwan ersetzt. Anschließend verkürzte die Band ihren Namen zu Culpeper. Im Jahr 1977 veröffentlichten sie noch ein Album, auf dem Thomas Puggaard-Müller statt Vangkilde und Tuxen Gitarre spielte.

## Diskografie
- 1970: Culpeper’s Orchard
- 1972: Second Sight
- 1972: Going for a Song
- 1977: All Dressed Up and Nowhere to Go (als Culpeper)